# Theobald II. (Navarra)

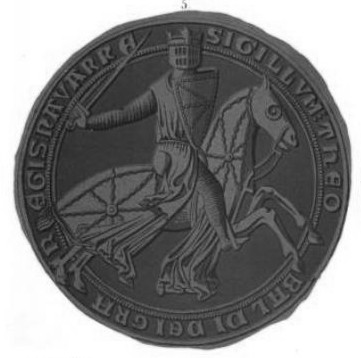
„Siegel Theobalds, von Gottes Gnaden König von Navarra“

Theobald II. (franz.: Thibaut, span.: Teobaldo; * 1238; † 4. Dezember 1270 in Trapani) war seit 1253 König von Navarra und als Theobald V. Graf von Champagne aus dem Haus Blois. Er war der älteste Sohn des Königs Theobald I. von Navarra (Graf Theobald IV. von Champagne) und von dessen Ehefrau Margarete von Bourbon-Dampierre († 1258).

## Biographie
Nach dem Tod seines Vaters trat Theobald im Alter von 14 Jahren dessen Erbe an. Dies war nicht unumstritten, denn sein Schwager Herzog Johann I. von Bretagne erhob im Namen seiner Frau einen Anspruch auf die Krone von Navarra. Tatsächlich hatte Theobalds Vater einst seiner älteren Halbschwester das Erbrecht in Navarra mit in die Ehe gegeben. Zu Theobalds Gunsten schritt aber König Ludwig IX. von Frankreich ein, der den Frieden zwischen den Parteien wahrte. Theobald kaufte später seinem Rivalen die Ansprüche für 3000 Livre ab.
Theobald führte eine enge Beziehung zu dem französischen König, an dessen Hof er erzogen worden war und der ihn wie einen eigenen Sohn behandelt haben soll. Zunächst stand er unter der Regentschaft seiner Mutter und der Vormundschaft des Königs Jakob I. von Aragón. Nachdem er nach dem Tod seiner Mutter selber die Regentschaft in Navarra übernahm, beschränkte Theobald die Macht der Magnaten, besonders des zwölfköpfigen Rates, der ihn bis zu seinem einundzwanzigsten Lebensjahr hätte beraten sollen. Mit der Unterstützung Papst Alexanders IV. führte er 1257 und 1259 den französischen Ritus der Salbung und Krönung ein und stellte sein Königtum damit unter göttliche Gnade. Er gewann die Sympathien der Bürger, trotz Erhöhung der Steuern, indem er ihnen im Gegenzug Privilegien und politischen Einfluss gewährte. Weiterhin führte er die erste Volkszählung in Navarra durch.
Theobald II. heiratete 1255 Isabella von Frankreich (1242–1271), Tochter des Königs Ludwig IX. und der Margarete von der Provence. Ab diesem Zeitpunkt war Ludwig IX. der Schiedsrichter in den Außenbeziehungen Navarras. Daher erlaubte König Alfons X. von Kastilien dem baskischen Königreich solange Theobald lebte die Nutzung der Häfen von Fontarrabia und San Sebastián, die Navarra für seinen Handel benötigte. Diesem Zugeständnis ging die Eheabrede zwischen der französischen Prinzessin Blanche und Ferdinand de la Cerda, dem Sohn und Erben Alfons’ X., voraus.
Im Juli 1270 begleitete Theobald seinen Schwiegervater auf den Siebten Kreuzzug nach Tunis, wo Ludwig starb. Theobald selbst starb kurz darauf auf der Rückreise, bevor er die Iberische Halbinsel erreicht hatte, und wurde in der Kirche der Cordelières in Provins bestattet. Seine Ehefrau, die ihn begleitete, starb ebenfalls auf der Rückreise am 27. April 1271 in Hyères und wurde an der Seite ihres Mannes beigesetzt. Da das Paar keine Kinder hatte, folgte ihm sein Bruder Heinrich der Dicke nach.
Auf den Tod Theobalds verfasste der Dichter Rutebeuf ein Klagelied (La complainte du roi de Navarre).
Der Charakter „Ciampolo“ aus dem XXII. Gesang von Dantes Göttliche Komödie war ein Dienstmann am Hofe Theobalds in Navarra.